# Termoelektricitet
Termoelektricitet je električna struja koja nastaje u električnom strujnom krugu sastavljenom od dviju različitih kovina, ako se njihovi spojevi održavaju na različitim temperaturama. Pojavu dodirnih električnih potencijala i njihovu ovisnost o temperaturi razjašnjava kvantna teorija kovina. Prema toj teoriji elektroni se u kovinama nalaze u vodljivim energetskim vrpcama različite energije, kroz koje se slobodno kreću. Energija najviše vodljive vrpce za različite je kovine različita. Ako vrpce različitih kovina dođu u dodir, elektroni će iz kovina s višom vodljivom vrpcom prelaziti u kovinu s nižom vodljivom vrpcom, a to će između dviju kovina stvoriti dodirni električni potencijal. Taj je potencijal ovisan o temperaturi, jer se povećanjem temperature kristalne rešetke kovine povećava i energija elektrona.

## Objašnjenje
Da se toplina može pretvoriti u električnu struju, pokazao je Thomas Johann Seebeck 1821. Spojimo li krajeve dvaju različitih metala, na primjer bakra i željeza, i jedan spoj držimo na višoj, a drugi na nižoj temperaturi, kroz metale će prolaziti električna struja. Nalazi li se između njih magnetska igla, ona će se zakrenuti iz početnog položaja. Takva električna struja koja se javlja pri različitom zagrijavanju spojeva raznih metala zove se termoelektrična struja, a ovakva dva metala koji zagrijavanjem stvaraju električnu struju čine termočlanak ili termoelement. 
Termoelektromotorna sila je vrlo malena. Jedna od najvećih je kod termoelemenata od bizmuta i antimona, a iznosi 0,011 volta pri temperaturi spojeva 0 °C i 100 °C. U ovakvom spoju struja teče od bizmuta k antimonu. Iako su elektromotorne sile kod termočlanaka malene, struja može biti vrlo jaka, pa i na stotine ampera ako je električni otpor malen. Da bi se povećala elektromotorna sila, termočlanci se spajaju u seriju, i dobije se termobaterija. Kod toga se sva spojišta na jednoj strani drže na jednoj temperaturi, a spojišta na drugoj strani na drugoj temperaturi.
Termočlanci se upotrebljavaju za mjerenje visokih temperatura do 3 000 °C i nazivaju se termoelektrični pirometri.